# Mistrzostwa Europy w Lekkoatletyce 1966 – pchnięcie kulą kobiet

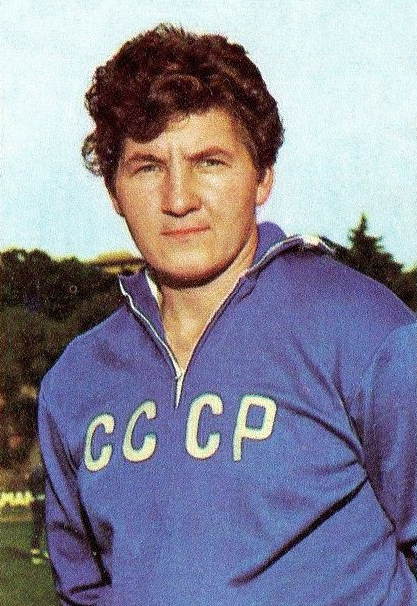
Nadieżda Cziżowa

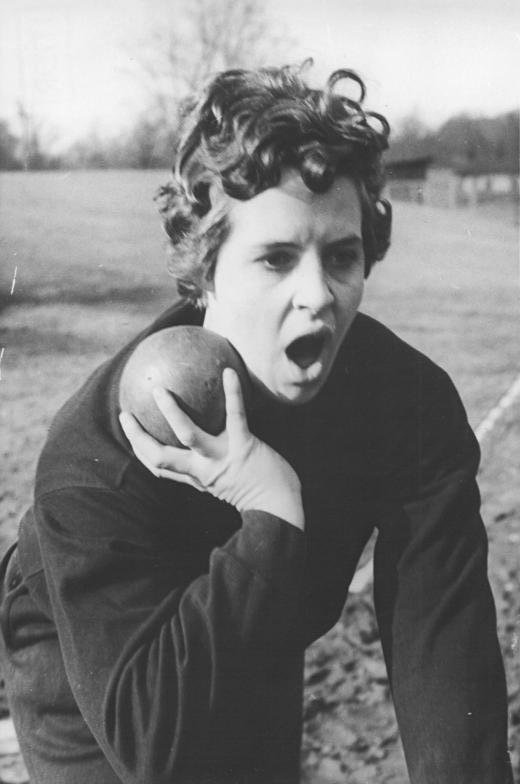
Margitta Gummel

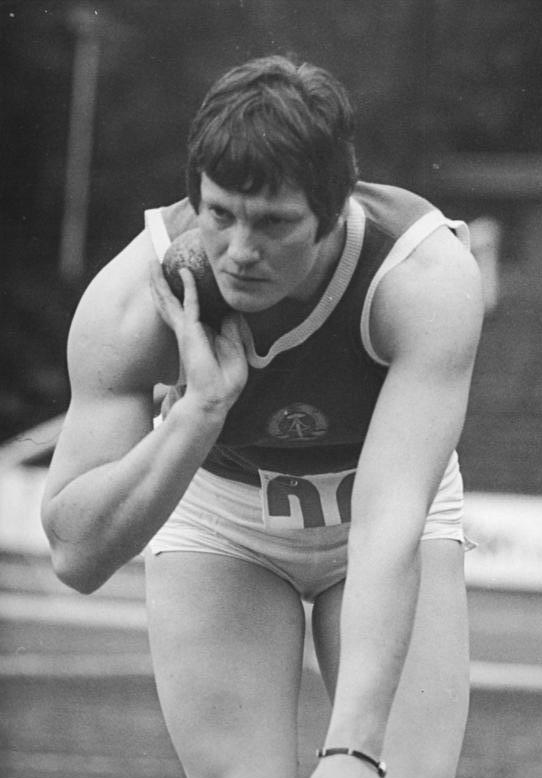
Marita Lange

Pchnięcie kulą kobiet było jedną z konkurencji rozgrywanych podczas VIII Mistrzostw Europy w Budapeszcie. Rozegrano od razu finał 30 sierpnia 1966. Zwyciężczynią tej konkurencji została reprezentantka ZSRR Nadieżda Cziżowa. W rywalizacji wzięło udział czternaście zawodniczek z dziewięciu reprezentacji.

## Rekordy
| Rekord świata     | Tamara Press (SUN) | 18,59 | Kassel, RFN         | 19.09.1965 |
| Rekord Europy     | Tamara Press (SUN) | 18,59 | Kassel, RFN         | 19.09.1965 |
| Rekord mistrzostw | Tamara Press (SUN) | 18,55 | Belgrad, Jugosławia | 12.09.1962 |

## Wyniki
| Miejsce | Zawodniczka       | Wynik |
| ------- | ----------------- | ----- |
| 1       | Nadieżda Cziżowa  | 17,22 |
| 2       | Margitta Gummel   | 17,05 |
| 3       | Marita Lange      | 16,96 |
| 4       | Galina Zybina     | 16,65 |
| 5       | Maria Czorbowa    | 15,97 |
| 6       | Gertrud Schäfer   | 15,95 |
| 7       | Marlene Fuchs     | 15,89 |
| 8       | Ana Conan         | 15,48 |
| 9       | Judit Bognár      | 15,17 |
| 10      | Ludmila Duchoňová | 14,93 |
| 11      | Mary Peters       | 14,81 |
| 12      | Lidia Szaramowicz | 14,61 |
| 13      | Judit Mikuss      | 14,35 |
| 14      | Pina Thani        | 12,63 |